# Orazio de Ferrari

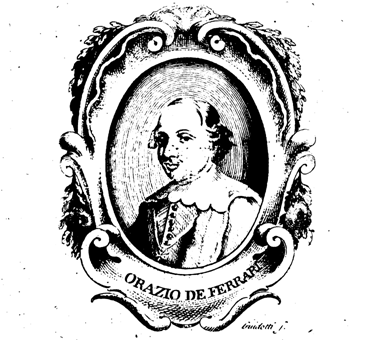
Retrato de Orazio de Ferrari. Ilustración de Raffaele Soprani, Vite de'pittori, scultori ed architetti genovesi, Génova, 1768.

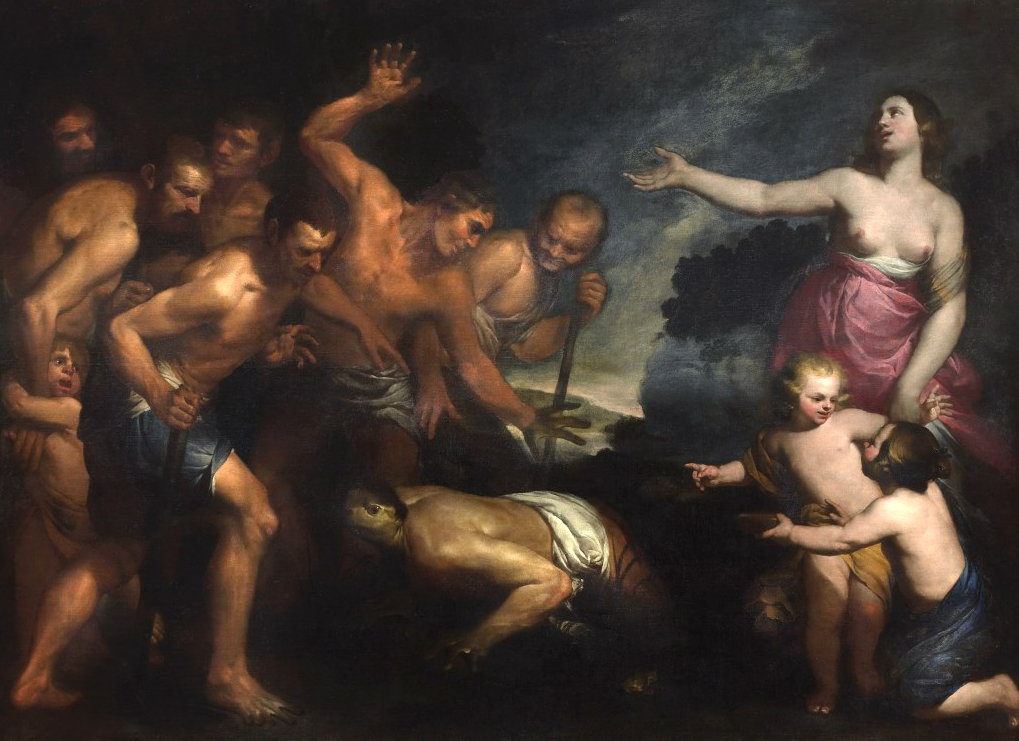
La fábula de Latona, óleo sobre lienzo, 193 x 261 cm, Milán, colección Giorgio Baratti. Firmado: «horat.ferrar.geno»

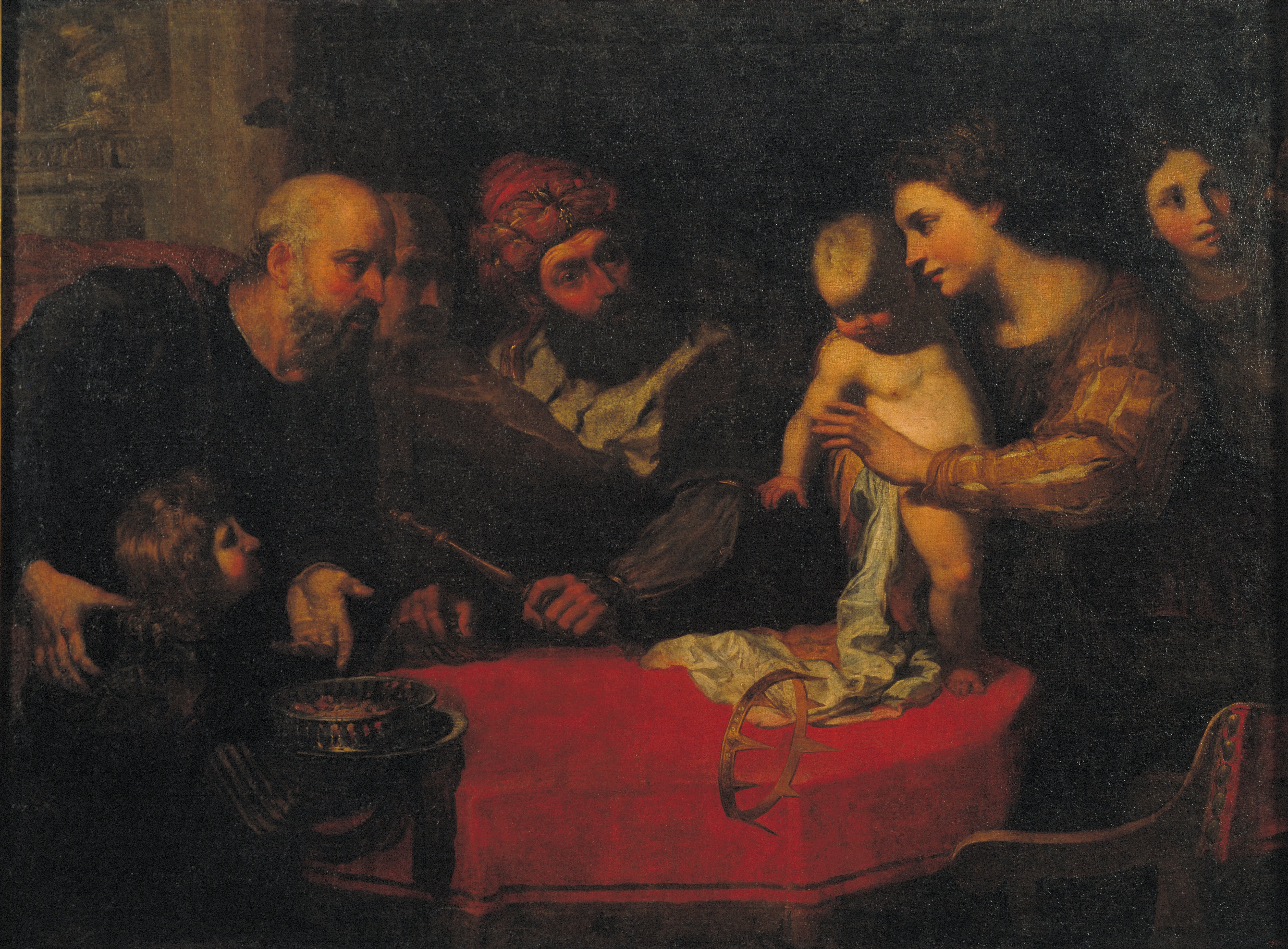
Moisés niño tirando la corona del faraón, óleo sobre lienzo, 125,5 x 168, Barcelona, Museo Nacional de Arte de Cataluña, en depósito de la Reial Acadèmia Catalana de Belles Arts de Sant Jordi.

Orazio de Ferrari (Voltri, 22 de agosto de 1606-Génova, 1657) fue un pintor barroco italiano.

## Biografía
De familia humilde, fue discípulo de su compatriota Giovanni Andrea Ansaldo, que apreciando su buen juicio había animado al padre a orientarlo al estudio de las artes liberales, y acabó favoreciendo al discípulo desposándolo con una de sus sobrinas, de nombre Giorgetta. Los primeros encargos de los que se tiene constancia, ya como pintor, son de 1627, pero la más temprana de sus obras conservada y datada es la tela de altar con San Sebastián, la Virgen con el Niño y santos Roque, Apolonia, Águeda y Cristóbal, pintada en 1630 para la Compagnia dei Camalli o de San Sebastián la parroquial de Santos Nicolás y Erasmo de Voltri, donde un año después contrajo matrimonio con Giorgetta. De 1634 a 1637, años de los que no queda rastro documental en Génova, es posible que residiese en Nápoles, atendiendo a las influencias caravaggistas a la manera de José de Ribera que se advierte en algunas de sus obras. A partir del 1638, por el contrario, los documentos proporcionan numerosa información de su vida en Génova, tanto en lo familiar —de 1639 a 1652 bautiza con periodicidad regular a seis hijos en la catedral— como en lo profesional, con numerosos encargos de palas de altar para las iglesias de Génova y su ámbito de influencia: La Virgen con el Niño y santos Cosme y Damián, encargo del médico Giovanni Scribanis para la iglesia de Santa María in Fontibus de Albenga (1638), La Virgen con el Niño y santos Pedro, Juan Evangelista y Carlos Borromeo y San Blas con santos Sebastián y Roque (1639), para la parroquial de Loano, la Última Cena (1641) para los franciscanos de Nostra Signora del Monti, de intenso naturalismo, o la tela de altar con San Miguel arcángel y santos (1647) para la iglesia de Giustenice, entre otras.
Paralelamente a estos encargos con destino a la Iglesia, y sin dejar de trabajar para ella, proporcionó los dibujos para los grabados que ilustran las portadas de libros como La Cintura sacra della Beatissima Vergine de Gregorio Ferrari Varese (1639) y las Guerre de' Genovesi contra Alfonso Re di Aragona de Gio Agostino da Laigueglia (1643), y de 1640 en adelante se ganó también el aprecio de los grandes coleccionistas particulares, para los que pintará tanto asuntos mitológicos (Rapto de las sabinas, Venus en la fragua de Vulcano), como narraciones bíblicas con cierto carácter laico, como las dos conservadas en los depósitos del Museo Nacional de Arte de Cataluña: Moisés niño tirando la corona del faraón y Los hijos de Jacob presentan a su padre la túnica de José. El poeta y cronista Luca Assarino en su Raguagli del regno di Cipro se refería ya en 1642 en términos muy elogiosos a una de estas pinturas de asunto mitológico: La fábula de Latona, con la transformación de los campesinos en ranas. Creída perdida, en 2005 apareció en Madrid en el mercado anticuario, procedente de la colección de los duques del Infantado. En 1654 la tela aparecía ya mencionada en el inventario del que fue su primer propietario, el conde de Monterrey, virrey de Nápoles de 1631 a 1636 y célebre coleccionista de pintura, de paso por Génova en febrero de 1638, cuando habría hecho el encargo al pintor.
Obra también significativa de su etapa madura y testimonio del prestigio del que para entonces gozaba es el Ecce Homo (Pinacoteca de Brera), donado a la diócesis de Milán en 1650 por el cardenal Cesare Monti, antiguo nuncio en España, del que existen numerosas copias y versiones. También en torno a ese año comenzó su relación con el príncipe Honorato II de Mónaco, el cual, dice Soprani, «molte cose gli fece dipingere sia nel palazzo, sia nelle Chiese del Principato», por las que le recompensó con la cruz de caballero de la Orden de San Miguel, pero ninguno de los cuadros que pintó para él se ha conservado. Es probable, además, que también sirviese al príncipe como intermediario para la adquisición de obras de arte y en 1655 colaboró en la escenografía del ballet Le vittorie di Minerva o vero la Virtù trionfante de'Viti, representado en el carnaval de Mónaco de 1655 por iniciativa de Aurelia Spinola.
Falleció a causa de la peste de 1657, tras testar el 14 de septiembre. Con él murieron también a causa de la epidemia su mujer y todos sus hijos, entre ellos el mayor, Giovanni Andrea, de poco más de veinte años, que, según Soprani, con doce años había pintado el retrato de Agostino Paoletti y dado ya muestras de ser un excelente pintor.